# Итрак
Итра́к (фр. Ytrac, окс. Eitrac) — коммуна во Франции, находится в регионе Овернь. Департамент — Канталь. Входит в состав кантона Орийак-2. Округ коммуны — Орийак.
Код INSEE коммуны — 15267.
Коммуна расположена приблизительно в 430 км к югу от Парижа, в 80 км южнее Клермон-Феррана, в 40 км к северо-востоку от Орийака.

## Население
Население коммуны на 2008 год составляло 3831 человек.
| 1962 | 1968 | 1975 | 1982 | 1990 | 1999 | 2008 |
| ---- | ---- | ---- | ---- | ---- | ---- | ---- |
| 1215 | 1237 | 1643 | 2673 | 3367 | 3330 | 3831 |

## Экономика
В 2007 году среди 2566 человек в трудоспособном возрасте (15—64 лет) 1916 были экономически активными, 650 — неактивными (показатель активности — 74,7 %, в 1999 году было 74,6 %). Из 1916 активных работали 1814 человек (960 мужчин и 854 женщины), безработных было 102 (38 мужчин и 64 женщины). Среди 650 неактивных 209 человек были учениками или студентами, 292 — пенсионерами, 149 были неактивными по другим причинам.

## Достопримечательности
- Замок Ламартинье[фр.] (XVI—XVII века). Памятник истории с 1989 года[3]